# Đội tuyển cricket quốc gia Úc

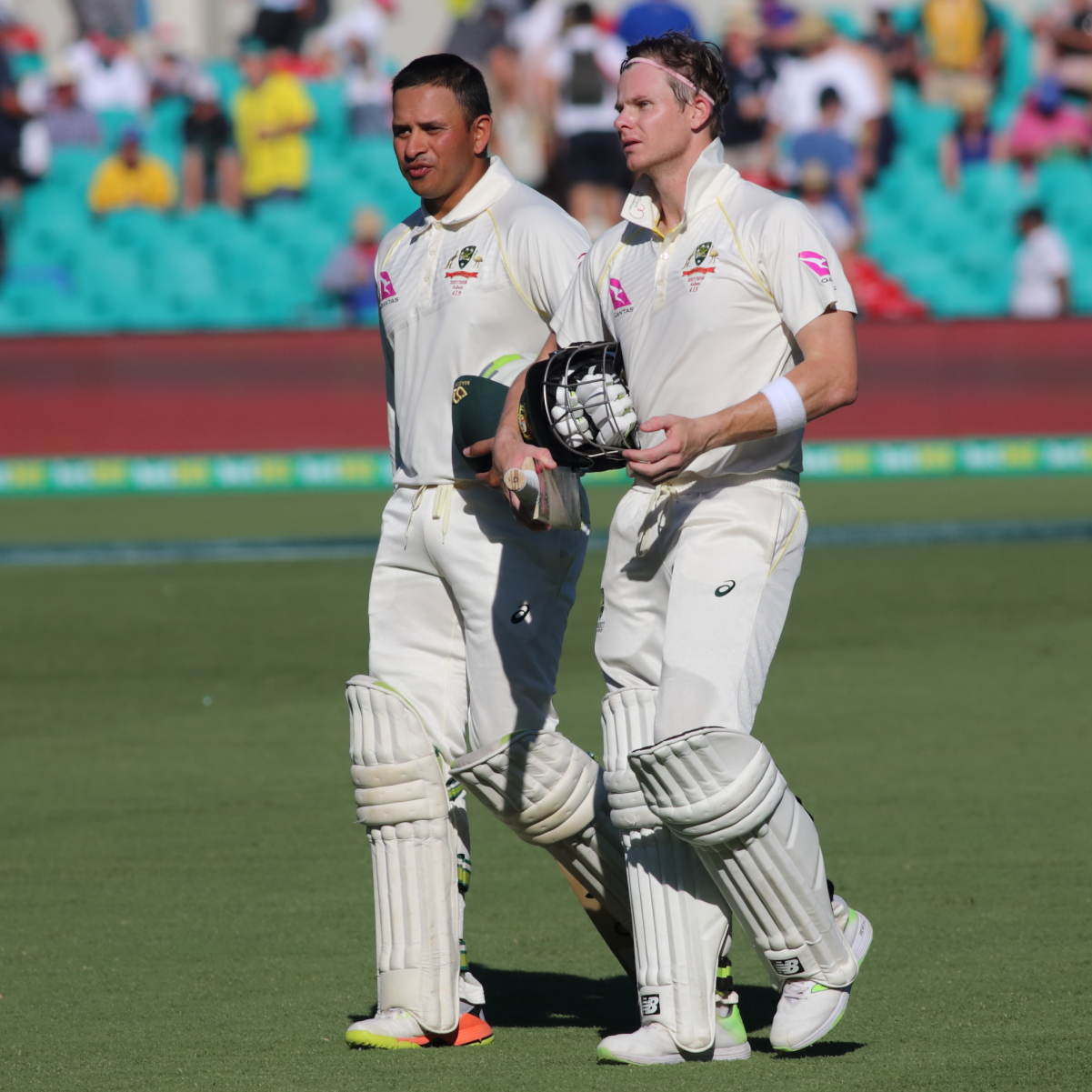
Đội tuyển cricket quốc gia Úc

Đội tuyển cricket quốc gia Úc là đội đại diện nước Úc trong môn thể thao cricket.
Úc và Anh là hai quốc gia tham gia trận Test cricket lần đầu tiên, năm 1877.
Từ cuối tháng 9 năm 1999 đến tháng 3 năm 2001, Úc thắng 16 trận Test liên tiếp, nhiều nhất trong lịch sử cricket. Trước đó, Đội tuyển cricket quốc gia West Indies thắng 9 trận liên tiếp.
Úc đoạt giải Giải vô địch cricket thế giới nhiều nhất, trong năm 1987, 1999, 2003 và 2007.